# Saint-Gatien-des-Bois
Saint-Gatien-des-Bois és un municipi francès situat al departament de Calvados i a la regió de Normandia. L'any 2007 tenia 1.333 habitants.

## Demografia

### Població
El 2007 la població de fet de Saint-Gatien-des-Bois era de 1.333 persones. Hi havia 496 famílies de les quals 99 eren unipersonals (28 homes vivint sols i 71 dones vivint soles), 169 parelles sense fills, 173 parelles amb fills i 55 famílies monoparentals amb fills.
La població ha evolucionat segons el següent gràfic:
Habitants censats

### Habitatges
El 2007 hi havia 791 habitatges, 500 eren l'habitatge principal de la família, 254 eren segones residències i 38 estaven desocupats. 768 eren cases i 22 eren apartaments. Dels 500 habitatges principals, 346 estaven ocupats pels seus propietaris, 128 estaven llogats i ocupats pels llogaters i 26 estaven cedits a títol gratuït; 6 tenien una cambra, 10 en tenien dues, 67 en tenien tres, 136 en tenien quatre i 281 en tenien cinc o més. 448 habitatges disposaven pel capbaix d'una plaça de pàrquing. A 187 habitatges hi havia un automòbil i a 276 n'hi havia dos o més.

### Piràmide de població
La piràmide de població per edats i sexe el 2009 era:
| Homes | Edats   | Dones |
| ----- | ------- | ----- |
| 0     | 95 o +  | 4     |
| 4     | 90 a 94 | 20    |
| 8     | 85 a 89 | 32    |
| 0     | 80 a 84 | 8     |
| 12    | 75 a 79 | 24    |
| 16    | 70 a 74 | 12    |
| 28    | 65 a 69 | 56    |
| 24    | 60 a 64 | 24    |
| 28    | 55 a 59 | 8     |
| 36    | 50 a 54 | 48    |
| 72    | 45 a 49 | 60    |
| 32    | 40 a 44 | 44    |
| 40    | 35 a 39 | 32    |
| 44    | 30 a 34 | 40    |
| 12    | 25 a 29 | 36    |
| 28    | 20 a 24 | 20    |
| 28    | 15 a 19 | 56    |
| 52    | 10 a 14 | 40    |
| 32    | 5 a 9   | 32    |
| 28    | 0 a 4   | 16    |

## Economia
El 2007 la població en edat de treballar era de 834 persones, 612 eren actives i 222 eren inactives. De les 612 persones actives 566 estaven ocupades (310 homes i 256 dones) i 47 estaven aturades (17 homes i 30 dones). De les 222 persones inactives 92 estaven jubilades, 58 estaven estudiant i 72 estaven classificades com a «altres inactius».

### Ingressos
El 2009 a Saint-Gatien-des-Bois hi havia 520 unitats fiscals que integraven 1.376 persones, la mediana anual d'ingressos fiscals per persona era de 17.919 €.

### Activitats econòmiques
Dels 81 establiments que hi havia el 2007, 2 eren d'empreses alimentàries, 3 d'empreses de fabricació d'altres productes industrials, 16 d'empreses de construcció, 14 d'empreses de comerç i reparació d'automòbils, 3 d'empreses de transport, 6 d'empreses d'hostatgeria i restauració, 1 d'una empresa d'informació i comunicació, 3 d'empreses financeres, 7 d'empreses immobiliàries, 10 d'empreses de serveis, 9 d'entitats de l'administració pública i 7 d'empreses classificades com a «altres activitats de serveis».
Dels 17 establiments de servei als particulars que hi havia el 2009, 1 era una oficina de correu, 2 paletes, 2 guixaires pintors, 4 fusteries, 4 lampisteries, 1 electricista, 1 perruqueria, 1 agència immobiliària i 1 saló de bellesa.
Dels 4 establiments comercials que hi havia el 2009, 1 era una botiga de menys de 120 m², 2 carnisseries i 1 una joieria.
L'any 2000 a Saint-Gatien-des-Bois hi havia 32 explotacions agrícoles que ocupaven un total de 1.068 hectàrees.

## Equipaments sanitaris i escolars
L'únic equipament sanitari que hi havia el 2009 era una farmàcia.
El 2009 hi havia 2 escoles elementals.

## Poblacions més properes
El següent diagrama mostra les poblacions més properes.